# 韓壽萱
韓壽萱（1899年—1974年），字蔚生，陕西神木人，中國博物館學教育家，歷任國立北平大學博物館學系系主任、中國歷史博物館（現為中國國家博物館）副館長、北京歷史學會會員、第四屆全國政協委員、九三學社中央常務委員等職，終生致力於中國博物館學的教育研究與推廣工作，對中國文物藏品的保管與維護亦不遺餘力。

## 生平
1899年出生於陝西省神木縣（今陝西省榆林市神木市）高家堡鎮。幼年受學於鄉里私墊，稍長入山西汾陽銘義中學就讀。1930年畢業於北京大學中文系。1931年赴美留學，先後於華盛頓大學及紐約 哥倫比亞大學獲得博物館學、教育學碩士學位，是中國第一位留學攻讀博物館學獲得碩士學位的人。1937－1946年任職於美國纽约大都会艺术博物馆。
1947年 返回中國擔任北京大學教授。1948年籌辦北京大學博物館專科，並擔任主任。1949－1959年 擔任北京歷史博物館館長。1959－1966年 擔任中國歷史博物館副館長。1965－1978年 擔任第四屆中國人民政協社会科学委員。
1974年11月 病逝於北京。

## 著作
- 《國立北京大學五十周年紀念 博物館展覽概略、中國漆器展覽概略》[7]

## 發表文論
- 《望社会认识现代的博物馆》
- 《北京大学五十周年纪念博物馆展览概略》
- 《北京大学五十周年纪念中国漆器展览概略》
- 《花纹与实物史料》
- 《略论实物史料与历史教学》
- 《中国博物馆的展望》[8]
- 《「欧美博物馆介绍展」的意义》[9]

## 家庭
韩寿萱之妻曾宪华亦毕业于北京大学，后任教于河北北京师范学院（今河北师范大学）。她是美国圣公会牧师曾兰友之女。他们育有一子一女，分别名为韩一民、韩小华。